# 王承祥
王承祥，字少參，贵州贵阳人，清朝政治人物、同進士出身。
康熙九年（1670年）庚戌科進士，三甲一百八十名，官至廣西提學副使。